# Tiny Kox

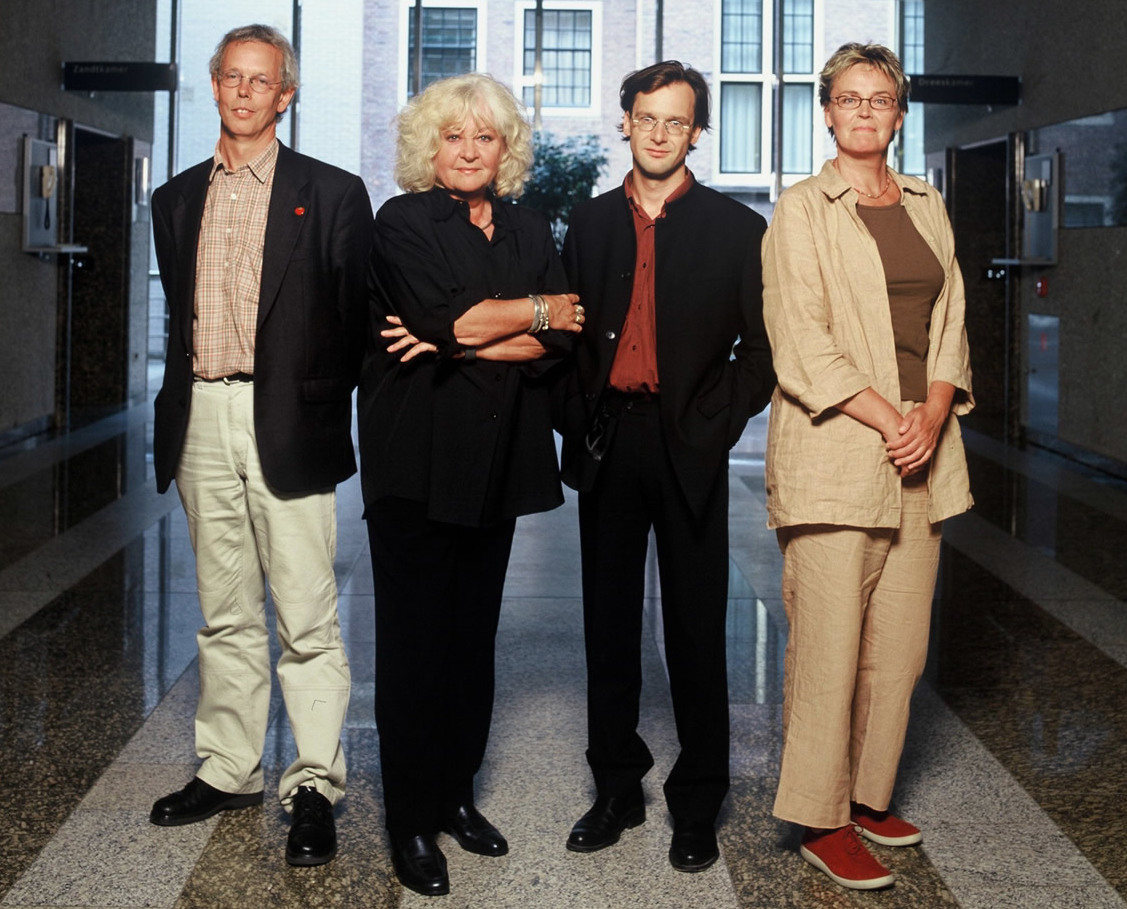
De Eerste Kamerleden van de SP in 2003, met v.l.n.r. Tiny Kox, Anja Meulenbelt, Ronald van Raak en Tineke Slagter

Martinus Josephus Maria (Tiny) Kox (Zeelst, 6 mei 1953) is een Nederlands politicus. Van 2003 tot 2024 was hij namens de Socialistische Partij (SP) lid van de Eerste Kamer der Staten-Generaal, tot 2022 was hij tevens fractievoorzitter. Als senator maakt hij sinds 2003 deel uit van de Parlementaire Vergadering van de Raad van Europa. Hij was voorzitter van de fractie van Verenigd Europees Links en was van januari 2022 tot januari 2024 president van de Parlementaire Vergadering.

## Loopbaan

### Start loopbaan
Kox rondde in 1973 zijn economisch-juridische studie af aan de School voor Hoger Economisch en Administratief Onderwijs in Eindhoven. Aansluitend behaalde hij het kandidaatsexamen rechten aan de Katholieke Hogeschool Tilburg, waarna hij die studie stopte. Van 1975 tot 1982 was hij vrijwilliger en aansluitend coördinator van de Tilburgse rechtswinkel. Daarnaast was hij op dat moment al actief lid van de SP.

### Partijbestuur en -activiteiten
In 1981 trad Kox in dienst van de partij. Hij was tot 1994 hoofdredacteur van De Tribune, het nieuwsblad van de SP. Vanaf 1981 was hij tevens lid van het dagelijks bestuur van de SP. Bij de gemeenteraadsverkiezingen van 1982 werd hij namens zijn partij gekozen in de gemeenteraad van Tilburg. Tot 1999 was hij raadslid en fractievoorzitter in de Tilburgse raad.
In 1993 werd Kox algemeen secretaris van de SP. Terwijl partijvoorzitter Jan Marijnissen het gezicht van de partij was en zich richtte op de Tweede Kamerverkiezingen 1994, was Kox de persoon die de dagelijkse gang van zaken in de partij leidde. Marijnissen en Kox leidden in de jaren 1990 de ombouw van de SP van kleine linkse splinter tot een modern-socialistische volkspartij. Naast algemeen secretaris was Kox lijsttrekker bij de Europese Parlementsverkiezingen 1994 en campagneleider bij de Tweede Kamerverkiezingen van 1994, 1998, 2002 en 2003.

### Lid Eerste Kamer
Bij de Eerste Kamerverkiezingen 2003 werd Kox gekozen in de Eerste Kamer der Staten-Generaal. Hij trad daarop terug als partijsecretaris en volgde Bob Ruers op als voorzitter van de SP-fractie in de senaat. In 2006 werd hij bij een grote verkiezingswinst van de SP onverwacht gekozen in de Tweede Kamer. Hij zag af van de benoeming en koos ervoor aan te blijven als senator. In de Eerste Kamer richtte hij zich onder andere op het meetbaar terugdringen van kinderarmoede, waarvoor hij verschillende moties indiende. Samen met Egbert Schuurman (ChristenUnie) en Han Noten (PvdA) nam hij in 2011 het initiatief tot het eerste parlementaire onderzoek door de Eerste Kamer, dat resulteerde in het rapport ‘Verbinding verbroken?’ (2012) over privatisering en verzelfstandiging van overheidsdiensten.
In 2020, tijdens de coronapandemie, aanvaardde de senaat zijn motie die de regering opriep tot een structureel betere beloning van zorgwerkers. Eveneens in 2020 zorgde hij voor een unicum toen voor het eerst in 145 jaar een motie van afkeuring in de Eerste Kamer werd aangenomen. De motie van Kox tegen minister Kajsa Ollongren betrof het door de regering gevoerde huurbeleid en het niet uitvoeren van eerdere moties. Negen maanden later besloot de regering alsnog tot de door Kox gevraagde bevriezing van de huren in de sociale sector.

### Raad van Europa
Sinds 2003 maakt Kox deel uit van de delegatie van Tweede en Eerste Kamer naar de Parlementaire Vergadering van de Raad van Europa in Straatsburg. Hij was tot januari 2022 fractieleider van Verenigd Europees Links en maakte uit hoofde van die functie deel uit van de Presidentiële Commissie, het Bureau en de Standing Committee van de assemblee. Hij schreef namens de assemblee onder meer een aantal rapporten over het functioneren van Europa's oudste en grootste verdragsorganisatie. Kox leidde waarnemingsmissies van de Raad van Europa naar verkiezingen in Bosnië (2010, 2014), Rusland (2011, 2012), Turkije (2015) en Georgië (2020).
In 2011 stemde de assemblee in met zijn voorstel de Palestijnse Wetgevende Raad de status te geven van "partner voor democratie" en een parlementaire delegatie uit Palestina als waarnemer toe te laten tot de vergaderingen van de assemblee.
In januari 2022 werd Kox verkozen tot voorzitter van de Parlementaire Vergadering van de Raad van Europa; hij kreeg 164 stemmen. De andere kandidaat, de Oekraïense Maria Mezentseva, kreeg er 80. Zijn verkiezing vloeide mede voort uit het rotatie-convenant uit 2008 tussen de vijf politieke groepen in PACE, waarbij de fracties om de beurt de voorzitter van de assemblee leveren. In januari 2023 werd hij voor een tweede jaar herkozen. Zijn ambtstermijn loopt tot uiterlijk januari 2024.
Direct na zijn aantreden werd hij geconfronteerd met de Russische inval in Oekraïne. Als president riep hij de vergaderingen van Raad van Ministers en Parlementaire Assemblee uit, op basis waarvan Rusland eerst werd geschorst en vervolgens uit de Raad van Europa werd gezet. Volgens Kox had Rusland door Oekraïne binnen te vallen de 'rode lijn' overschreden van Europa's oudste en breedste verdragsorganisatie, opgericht in de nasleep van de Tweede Wereldoorlog om de vrede te bewaren en te beschermen door middel van vreedzame samenwerking op basis van respect voor de rechtsstaat, mensenrechten en democratie. Kort daarna werd hij door de voorzitter van de Verkohvna Rada naar Oekraïne uitgenodigd en was een van de eerste leiders van internationale organisaties die Oekraïne bezochten.
In een speech in 2022 betoogde hij dat de Russische unilaterale agressie de dringende noodzaak onderstreept om een nieuwe top van staatshoofden en regeringsleiders te organiseren om het effectieve multilateralisme in Europa te herstellen en te versterken, waarbij de Raad van Europa een zeer relevante rol moet spelen. De topconferentie vond plaats op 16 en 17 mei 2023 in Reykjavik, IJsland. Assemblee-president Kox noemde bij de opening "het herstellen, versterken en wellicht opnieuw uitvinden van Europese democratische veiligheid en op regels gebouwd multilateralisme tegenover agressief unilateralisme een existentiële uitdaging en een belangrijke reden om hier bijeen te zijn". De staatshoofden en regeringsleiders van de 46 lidstaten stelden in hun slotverklaring in Reykjavik de toekomstige koers vast voor de Raad van Europa.

### Vertrek uit de politiek
Na het aflopen van zijn termijn als voorzitter van de Parlementaire Vergadering van de Raad van Europa werd Kox op 22 januari 2024 opgevolgd door de Griek Theodoros Rousopoulos. Kort daarna kondigde hij aan dat hij per 13 februari 2024 ook uit de Eerste Kamer vertrekt. Hij werd als senator opgevolgd door Lies van Aelst.

## Persoonlijk
Kox is getrouwd en heeft twee zoons.